# Paradiso (南佳孝の曲)
「PARADISO」（パラディソ）は、1988年9月21日にCBS/SONY RECORDSからリリースされた南佳孝の楽曲で22枚目のシングル。

## 概要
南自身による作曲、1年ぶりとなる松本隆による作詞の楽曲。恋人を思いつつ幸せを考え別れようとしている男の気持ちを歌ったものである。

## タイアップ
東映・（株）J・C・I提携作品『疵』主題歌の主題歌として本編のエンディングに使われる。『疵』は、実在の極道である花形敬の半生と死を内容とした映画となっている。

## 収録曲
全作詞：南佳孝
1. PARADISO
  - 作詞：松本隆／編曲：本田達也・西本明・南佳孝
2. CRAZY LOVE
  - 作詞：小西康陽／編曲：松本晃彦